# Marriage A-la-Mode
Marriage A-la-Mode est une série de six tableaux peints par William Hogarth entre 1743 et 1745, qui représentent une vision aiguisée de la haute société anglaise du XVIIIe siècle. Cet avertissement moraliste montre les résultats désastreux d'un mariage arrangé pour de l'argent ; c'est une satire du favoritisme et de l'esthétique. Les tableaux sont exposées à la National Gallery de Londres.
Cette série n'a pas été aussi bien reçue que ses autres contes moraux, La Carrière d'une prostituée (1732) et La Carrière d'un libertin (1735), et quand Marriage A-la-mode est finalement vendue en 1751, elle part à un prix bien moindre que les deux autres et que ce que Hogarth espérait.
Quand, au printemps 1743, William Hogarth lance une souscription pour une série de gravures intitulées Marriage A-la-Mode, traduite donc de ses peintures ; il entend faire appel aux « maîtres de Paris », soit les meilleurs graveurs français pour l'y aider, souhaitant « donner un fini parfait à ses estampes ». La dégradation des relations politiques entre la Grande-Bretagne et la France font qu'Hogarth va contacter trois graveurs français déjà installés à Londres : Bernard Baron, Simon François Ravenet et Gérard Jean-Baptiste II Scotin. Ceux-ci exécutent une partie des six gravures que compte la série, Hogarth se contentant de graver les têtes des personnages.

## La série

### The Marriage SettlementouLe Contrat de mariage

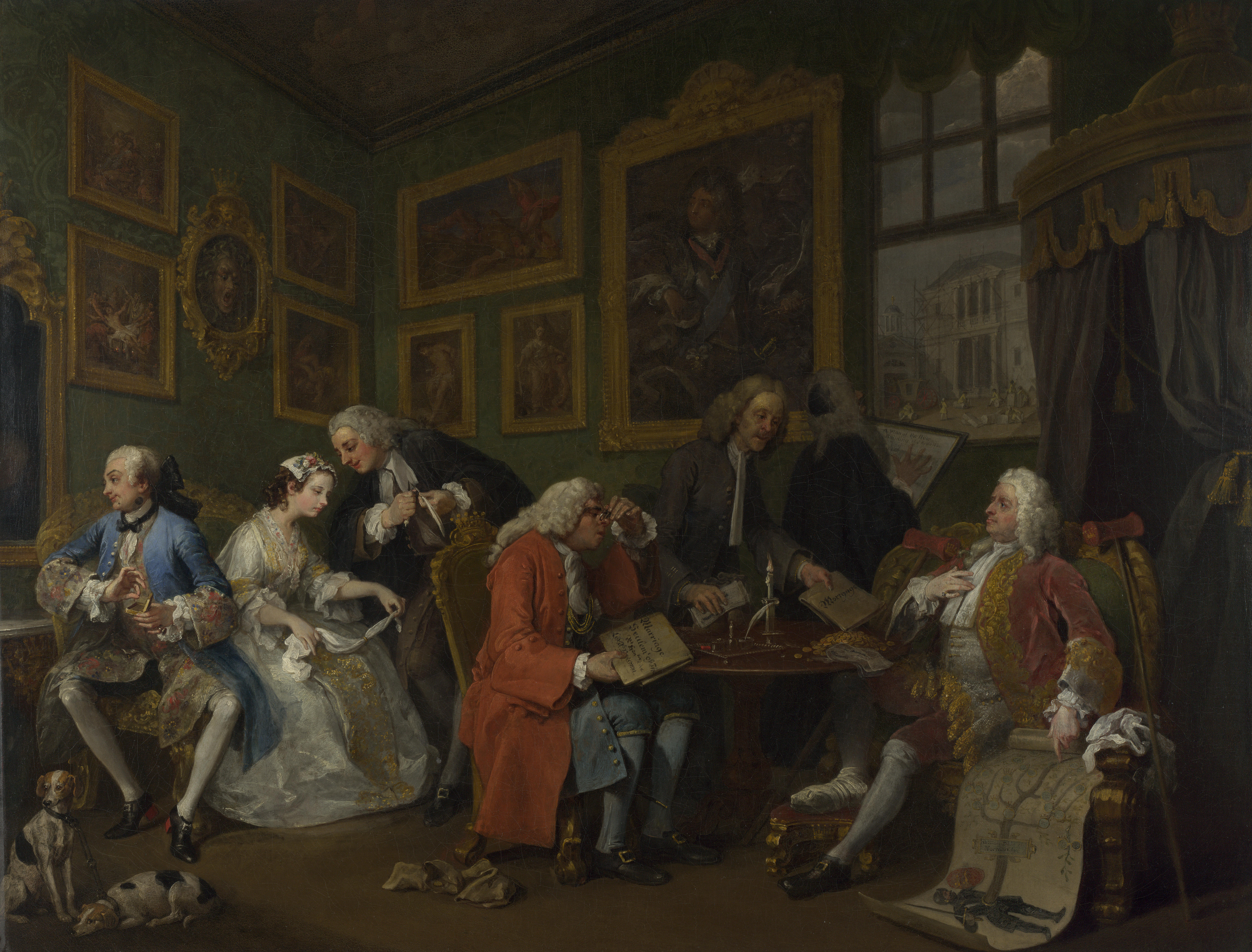
Tableau Le Contrat de Mariage (National Gallery).

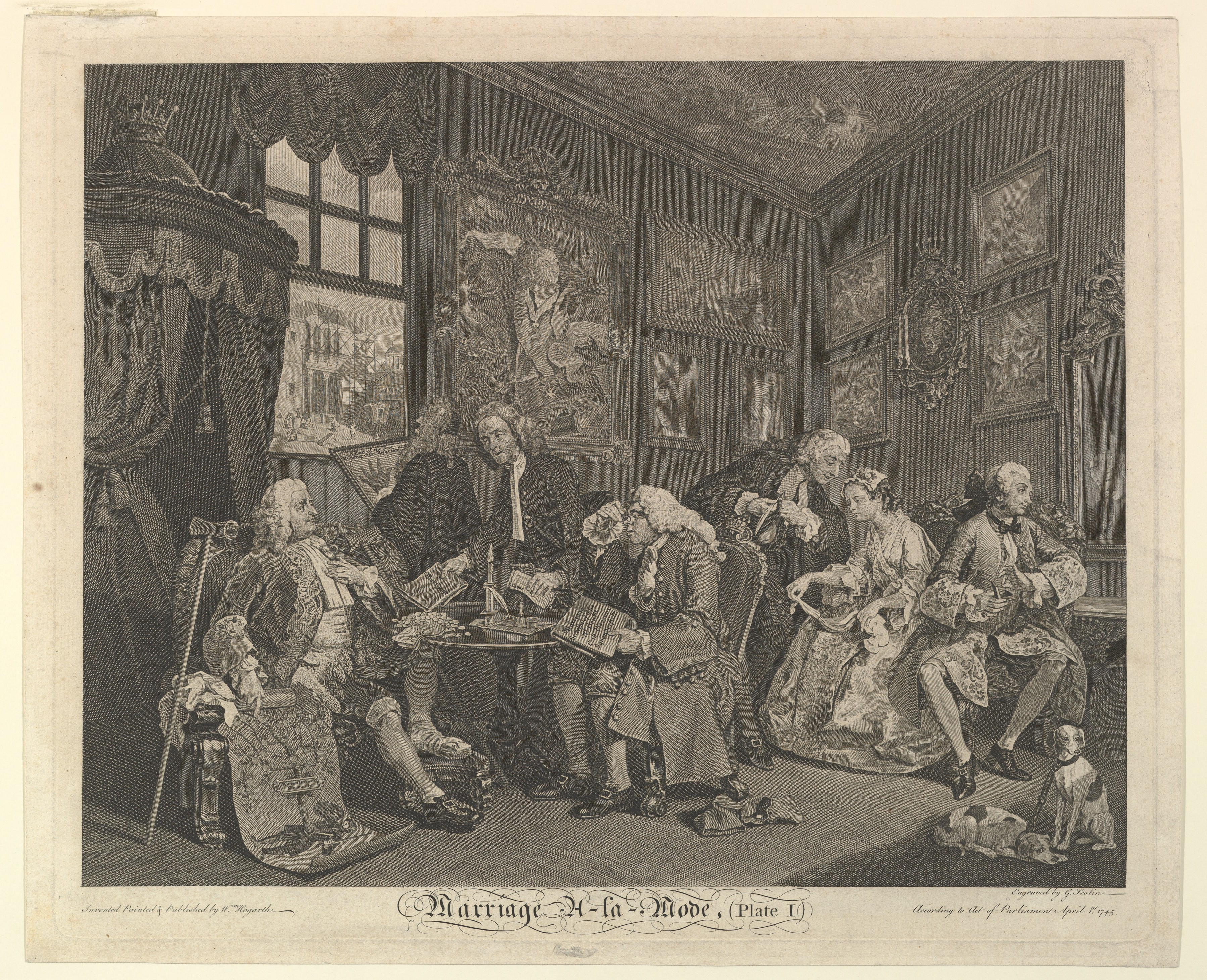
Estampe Le Contrat de Mariage (gravée par Gérard Jean-Baptiste II Scotin,, cinq états, Metropolitan Museum of Art).

Le Comte Squanderfield atteint de la goutte et devant beaucoup d'argent pour sa vie de débauche ou pour le palais qu'il fait rénover ou construire, est installé dans une sorte de trône surmonté d'un baldaquin. Il montre autant d'importance que le portrait d'apparat surmontant la table, désigne du doigt son ascendance prestigieuse qui part directement de Guillaume le Conquérant et cache son bandage sous la table. Face à lui, le vicomte, père du jeune homme, négocie en financier averti les termes de l'accord qui permettra à sa famille de bénéficier du prestige des Squanderfield. Les deux futurs mariés se tournent le dos, elle, désespérée, est courtisée par l'homme de plume Silvertongue, et lui, l'air fat, se contemple dans le miroir en prisant du tabac. Des symboles, le tableau de la Gorgone surmontant la jeune femme et les deux chiens à l'air abattu attachés par une même chaîne, laissent présager des malheurs de ce mariage.

### The Tête à TêteouLe Petit déjeuner

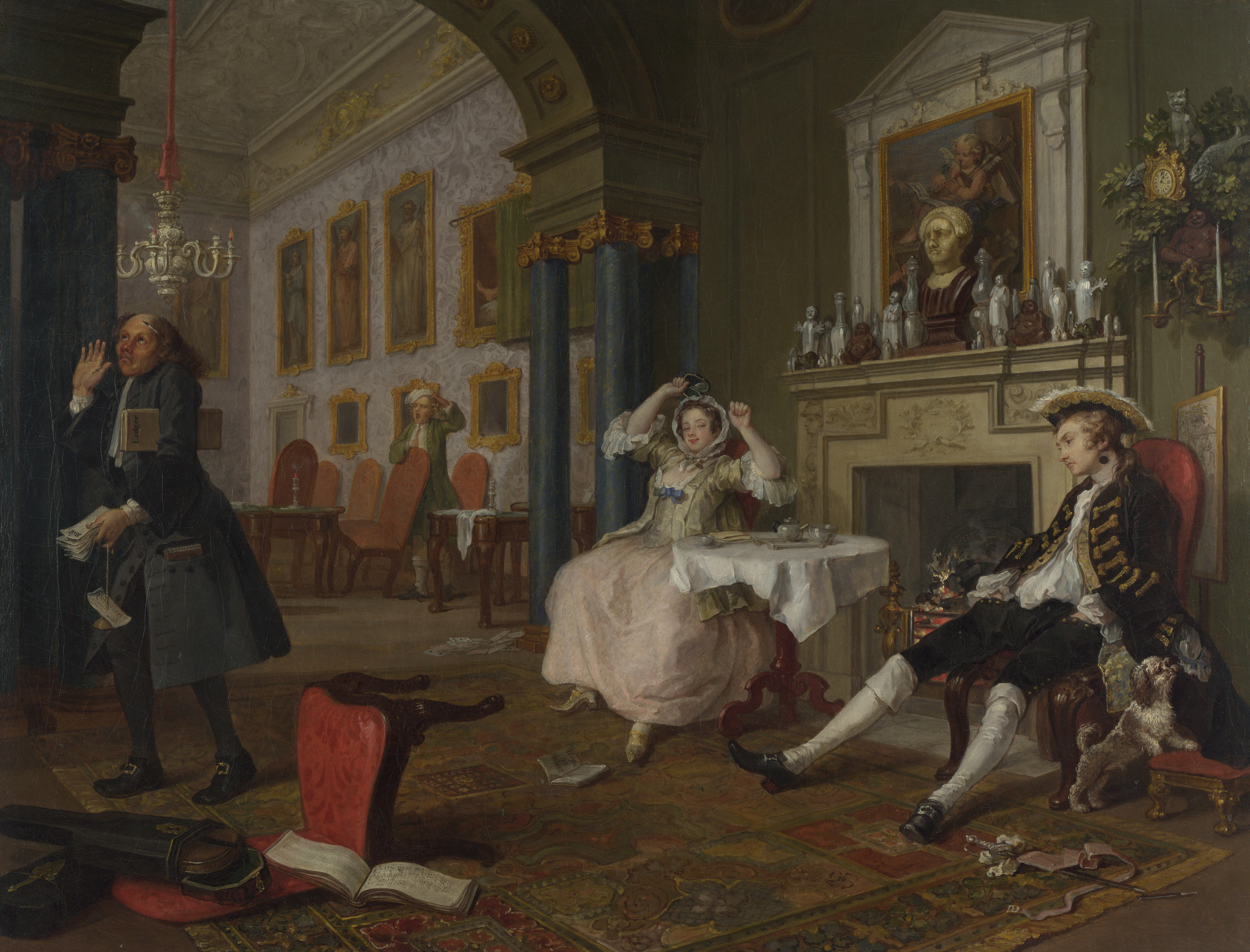
Tableau Le Petit déjeuner (National Gallery).

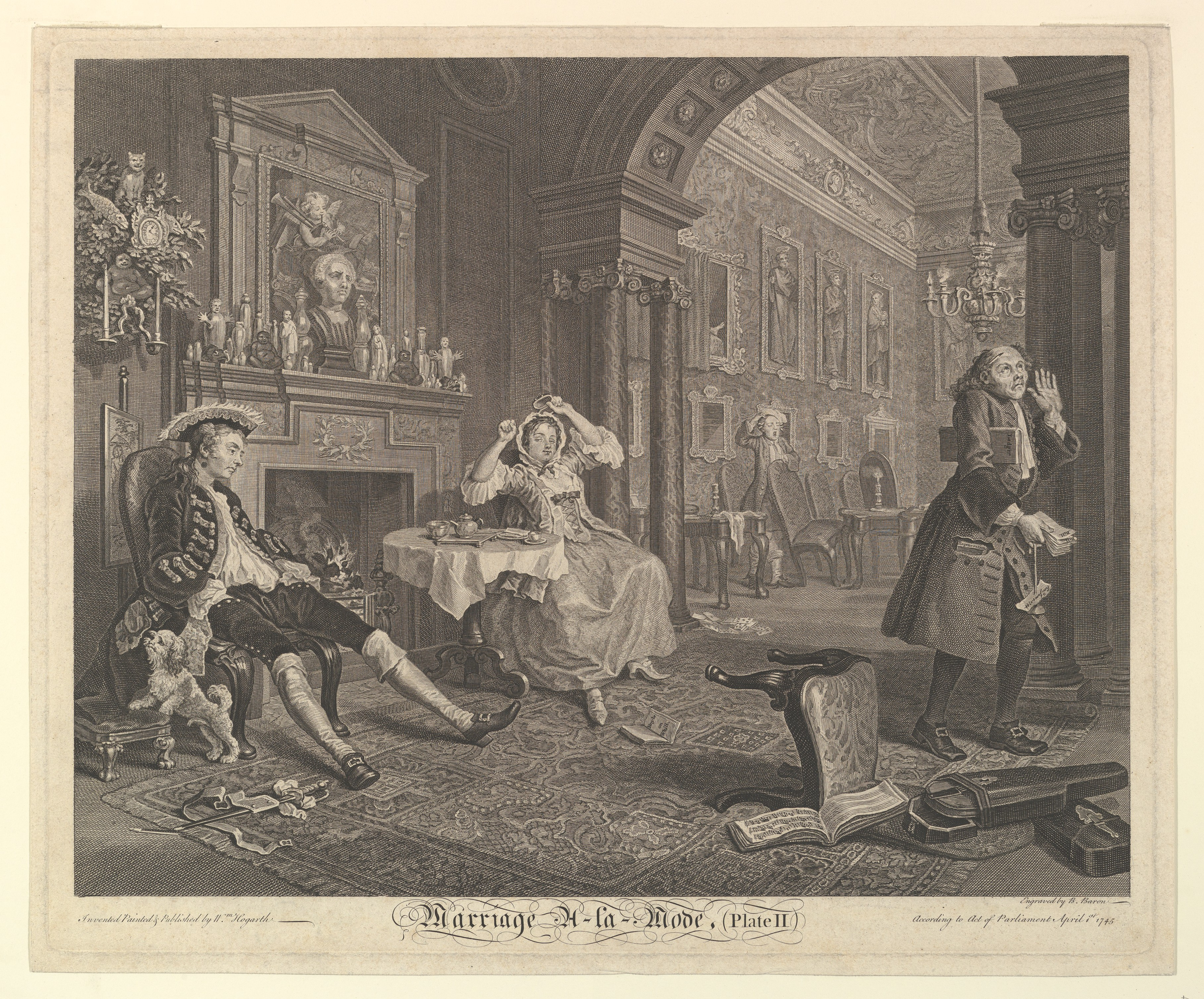
Estampe Le Petit déjeuner (gravée par Bernard Baron,, quatre états, Metropolitan Museum of Art).

Le jeune couple n'est pas heureux. La vicomtesse a organisé une réception de whist la veille, le livret des règles du jeu étant à ses pieds. Cependant, un tableau caché par un rideau et deux violons (en anglais fiddle, qui peut aussi vouloir dire une cachotterie) indiquent qu'elle cache quelque chose. Leur maison coûte cher et est en désordre. Le mari a une tache noire au cou, signe de syphilis. Il est fatigué et a sa tenue défaite car il a probablement passé la nuit dans un bordel. Le chien renifle le chapeau d'une femme qui se trouve dans sa poche,. Une épée gît brisée à côté de lui, peut-être signe d'impuissance.
L'intendant transporte de nombreuses factures et semble prier pour que la situation cesse.

### The InspectionouChez le charlatan

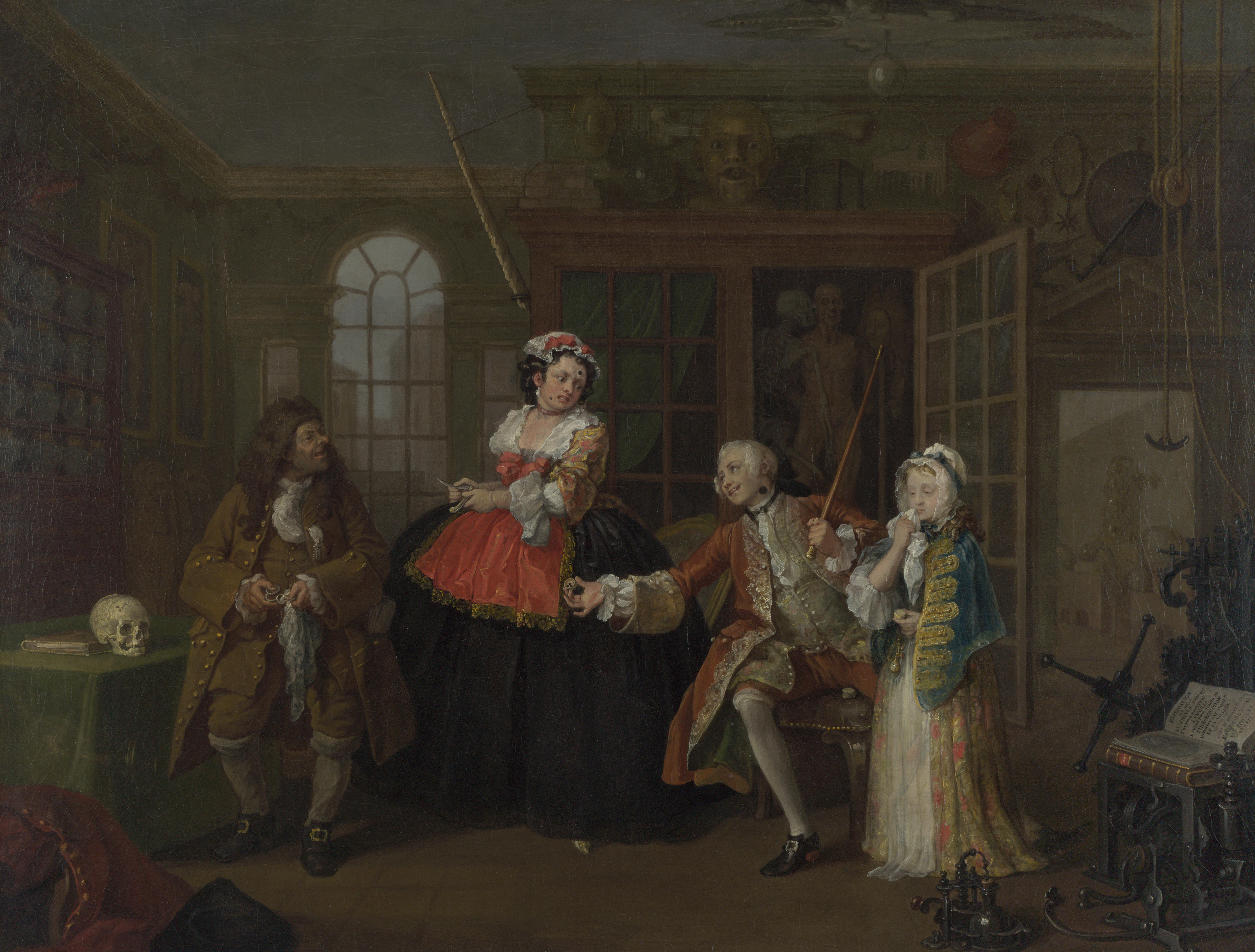
Tableau Chez le charlatan (National Gallery).

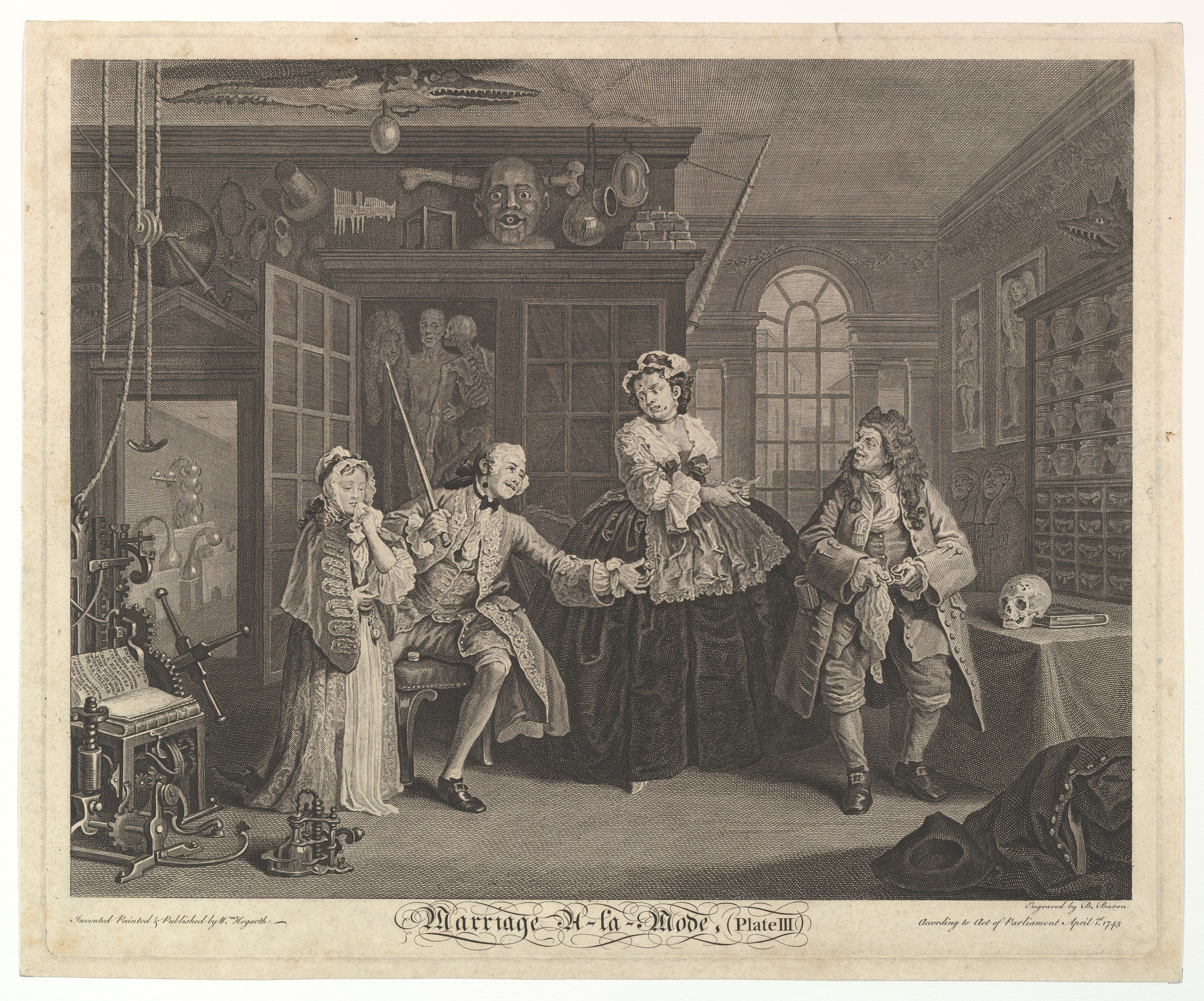
Estampe Chez le charlatan (gravée par Bernard Baron,, trois états, Metropolitan Museum of Art).

Le Vicomte est avec une très jeune prostituée et cherche auprès du médecin français « M.de la Pillule » un remède contre la syphilis,.

### The ToiletteouLe Lever de la Comtesse

Tableau Le Lever de la Comtesse (National Gallery).

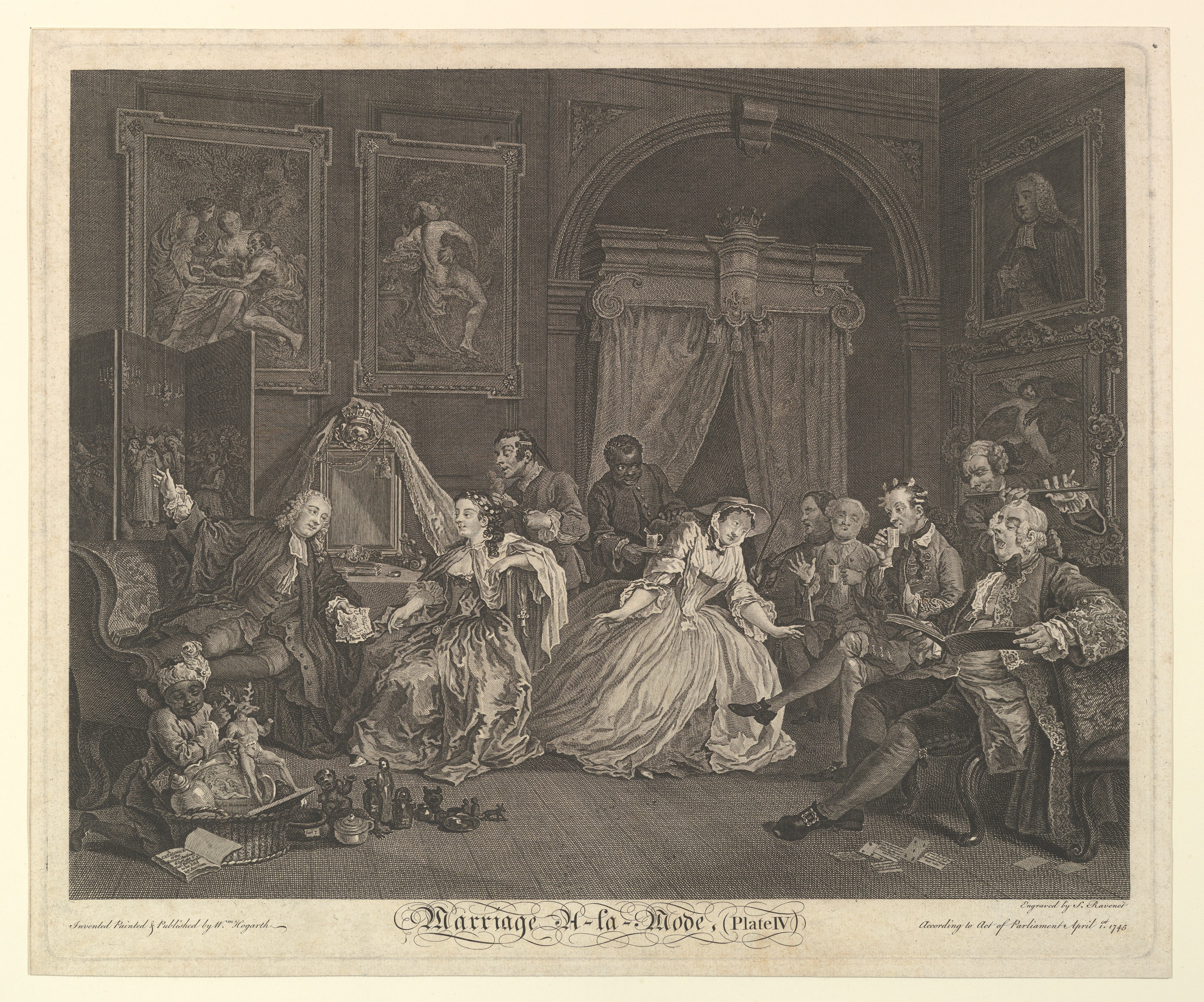
Estampe Le Lever de la Comtesse (gravée par Simon François Ravenet,, trois états, Metropolitan Museum of Art).

Le vieux comte est mort, la femme est devenue comtesse et dispose d'un lit à baldaquin. Elle a eu un enfant car une tétine en corail pend de la chaise. Pendant qu'elle se fait coiffer, elle discute avec Silvertongue son amant qui l'invite à un bal masqué. Les tableaux au mur préfigurent la suite des événements,. L'un d'eux représente la nymphe Io séduite par Zeus, l'autre les filles de Loth qui l'enivrent pour se reproduire avec elles. Au sol, un enfant moqueur montre une statuette d'Actéon, symbole de l'adultère de la comtesse. Un plat représente l'union de Léda et Jupiter.
Hogarth moque dans ce tableau la coutume de Louis XIV d'inviter des courtisans à son réveil, imitée par certains nobles britanniques.

### The BagnioouMort du Comte

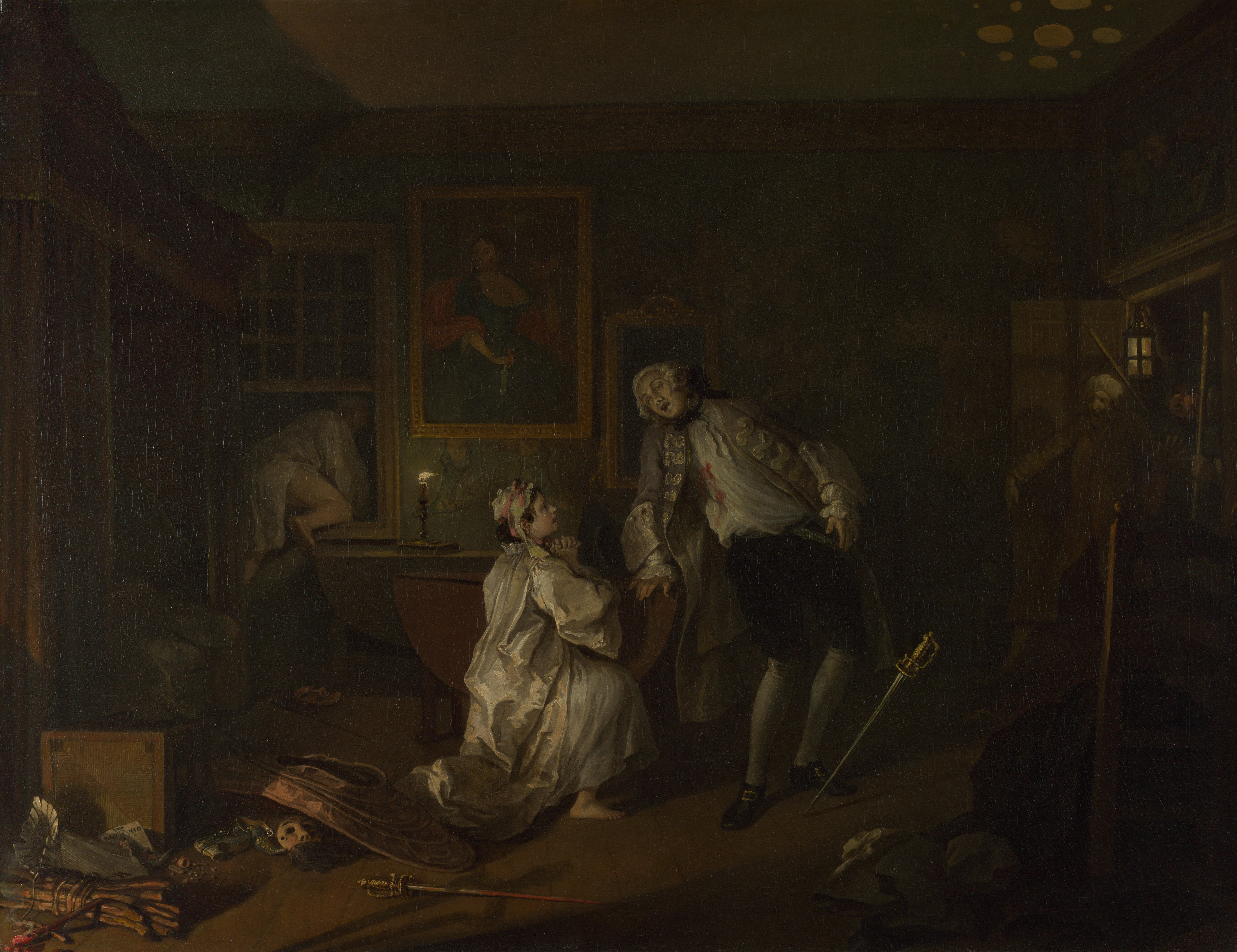
Tableau Mort du Comte (National Gallery).

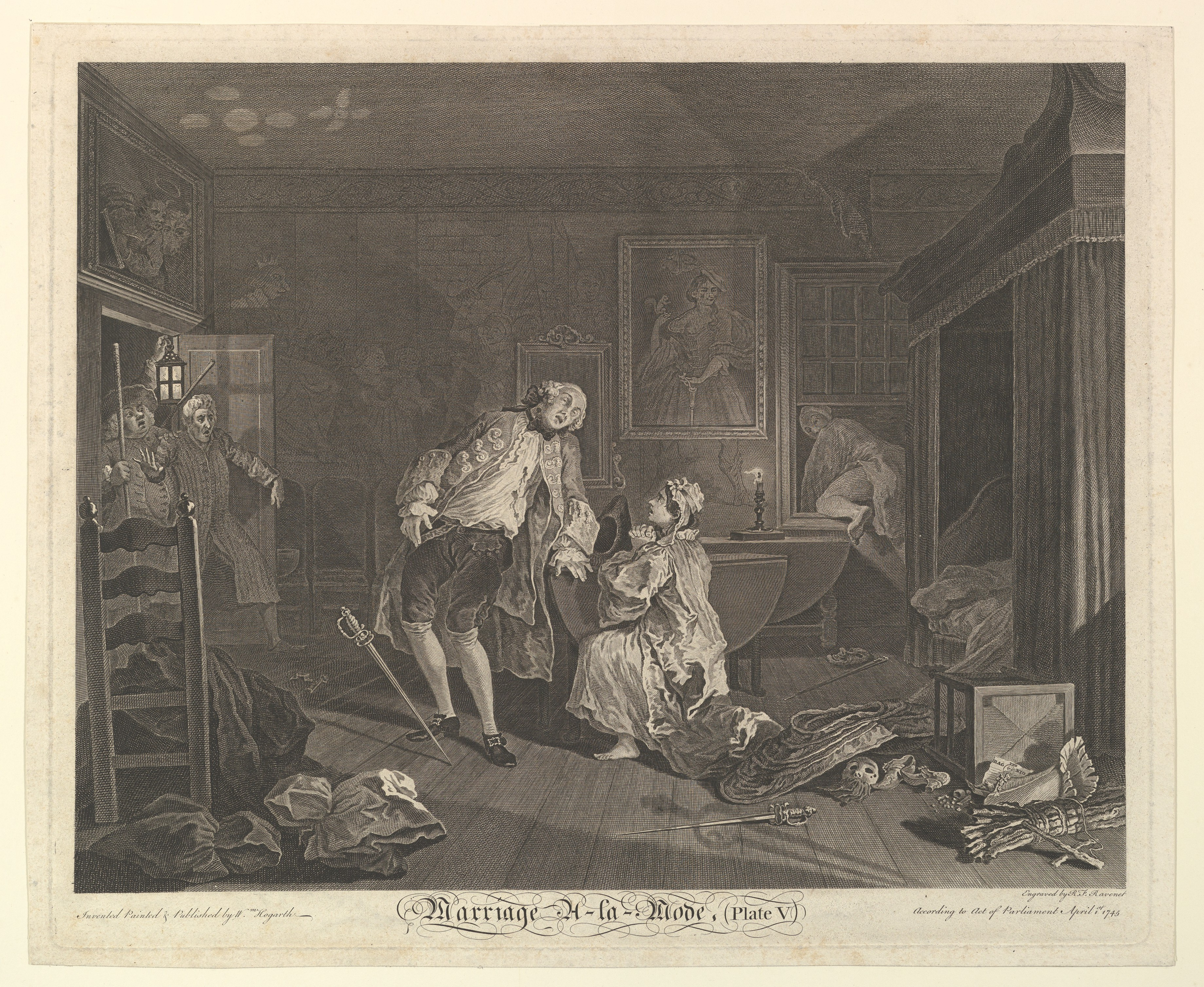
Estampe Mort du Comte (gravée par Simon François Ravenet,, quatre états, Metropolitan Museum of Art).

Après le bal masqué, la Comtesse et son amant se sont retirés dans un Bagnio, lieu qui propose des chambres pour la nuit sans poser de question. Le Comte les a suivis et est mortellement blessé par l'amant qui fuit par la fenêtre,. La comtesse supplie son mari de lui pardonner, alors que le tenancier et le personnel rentrent dans la pièce.
Au mur, une tapisserie représente le Jugement de Salomon. Le tableau d'une prostituée semble pointer la comtesse de son éventail. Un fagot de bois et un tisonnier rappellent le proverbe « N’attise pas un feu que tu ne saurais éteindre ».

### The Lady's DeathouMort de la Comtesse

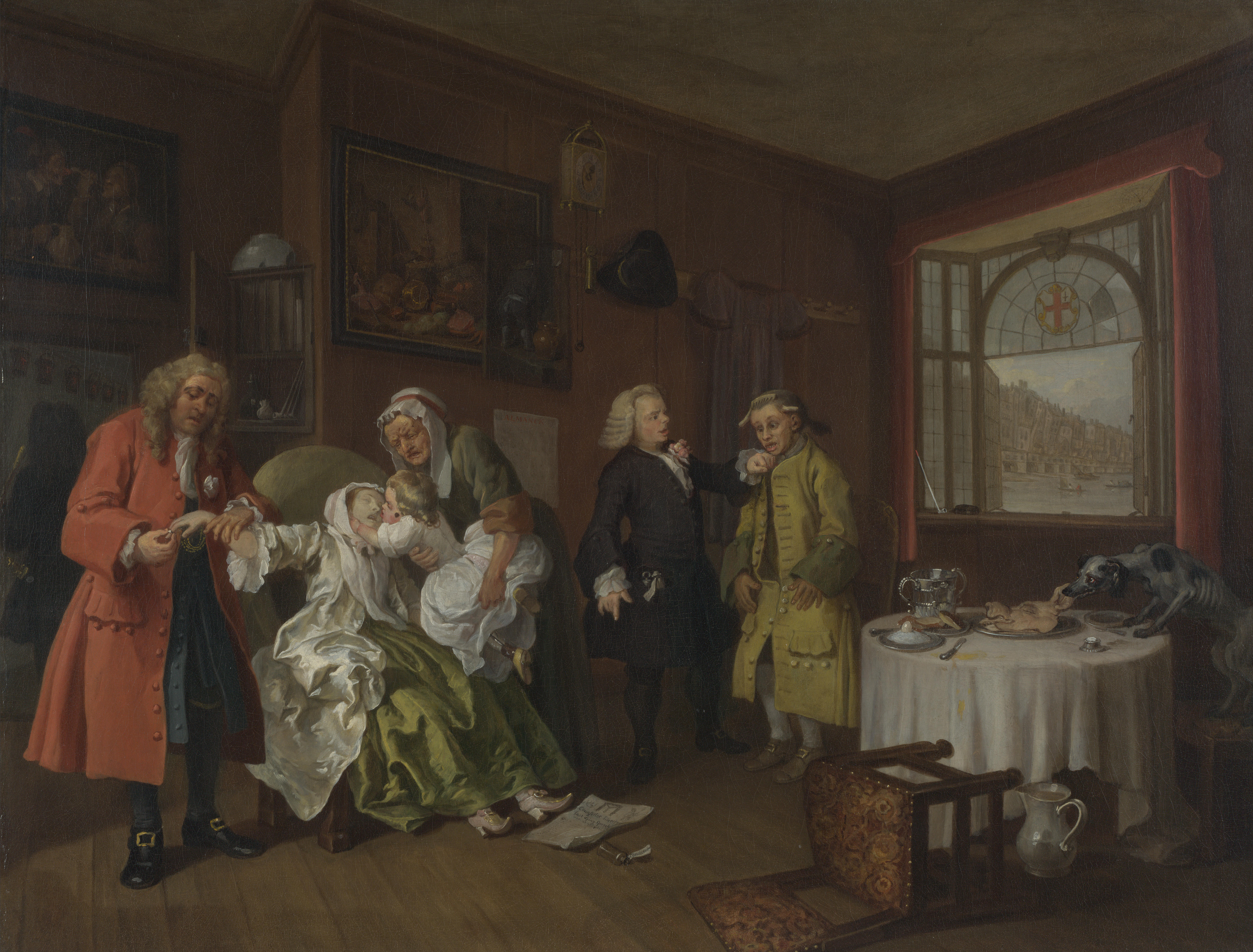
Tableau Mort de la Comtesse (National Gallery).

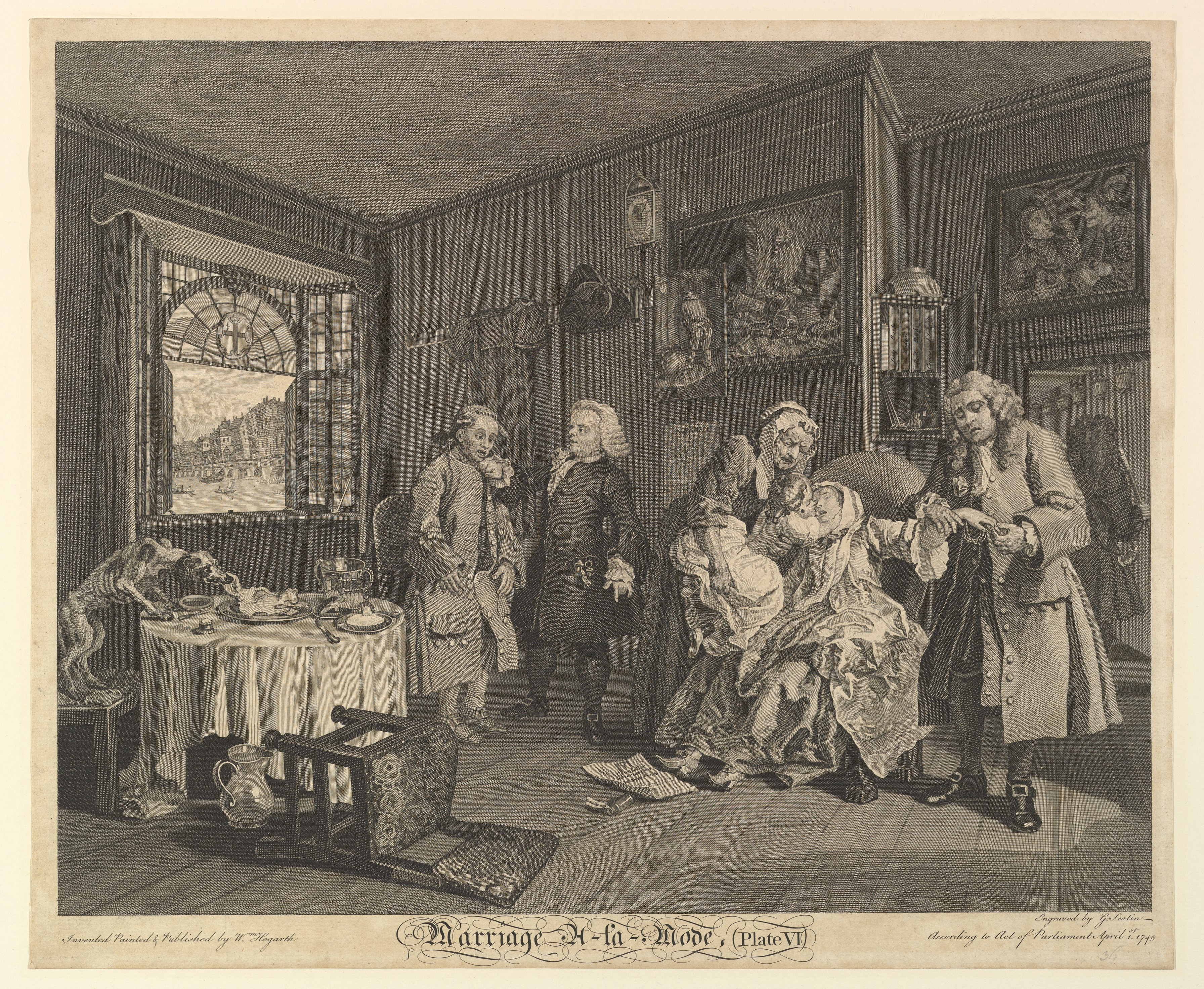
Estampe Mort de la Comtesse (gravée par Gérard Jean-Baptiste II Scotin,, trois états, Metropolitan Museum of Art).

La scène a lieu dans la maison du père de la comtesse. Elle s'est empoisonnée après avoir lu l'avis de pendaison de son amant. Son fils, déformé par la syphilis congénitale, embrasse sa mère pendant que le père récupère un anneau du doigt de sa fille, sachant que le suicide signifie la perte de propriété. Jusqu'en 1822, les biens des personnes suicidées sont en effet confisquées. L'apothicaire reproche au serviteur d'avoir fourni le poison à la comtesse,.
Les tableaux montrent des scènes de genre flamandes : Hogarth moque le père qui souhaitait s'affilier à la noblesse britannique.